# Barbara Brandon-Croft
Barbara Brandon-Croft (nacida el 27 de noviembre de 1958) es una dibujante estadounidense, creadora de la tira cómica Where I'm Coming From y la primera historietista afroamericana distribuida a nivel nacional en su país.

## Primeros años
Brandon-Croft nació en Brooklyn, Nueva York, hija de Brumsic Brandon Jr. Su padre también era dibujante y fue el creador de la tira cómica Luther que se publicó desde 1970 hasta 1986 en el periódico Los Angeles Times Syndicate. Se dice que ella y su padre representan el único caso 0/de un caricaturista de periódico padre-hija.
Cuando todavía era un bebé, su familia se mudó a un barrio predominantemente negro ubicado en New Cassel, Nueva York. Durante la desegregación escolar, la trasladaron en autobús a una escuela primaria cercana en Westbury, Nueva York.
Asistió a la Facultad de Artes Visuales y Escénicas de la Universidad de Syracuse. En 1982, desarrolló un artículo de dibujos animados para Elan, una revista para mujeres negras. Más tarde se unió al personal de la revista como escritora de moda y belleza. También creó ilustraciones para The Crisis, publicada por la NAACP ; así como para The Village Voice y MCA Records.
El talento de Brandon-Croft para la ilustración se había desarrollado de forma natural. Mientras crecía, ayudó a su padre con sus cómics a cambio de una paga. Fue reconocida por primera vez por la tira cómica Where I'm Coming From. Más tarde hizo otras ilustraciones, incluida Sista Girl-Fren Breaks It Down... When Mom's Not Around. Brandon-Croft también creó una línea de tarjetas de felicitación ilustradas para OZ.

## Where I'm Coming From
Brandon-Croft comenzó a publicar Where I'm Coming From en 1989 en el Detroit Free Press. La tira cómica narra las experiencias de unas doce mujeres afroamericanas y ofrece una visión de los desafíos de ser una mujer afroamericana que vive en los Estados Unidos. Cuenta con personajes 0ñcomo Alisha, Cheryl, Lekesia, Nicole y otros. Los personajes están basados en Brandon y sus amigos de la vida real.
Su arte es minimalista. No hay dibujos de fondo y la atención se centra únicamente en los personajes, representados por dibujos de la parte superior del torso. También se omiten los globos de diálogo y los personajes se dirigen directamente al lector.
Where I'm Coming From se distribuyó a nivel nacional en 1991 con Universal Press Syndicate, convirtiendo a Brandon-Croft en la primera dibujante negra en ser distribuida a nivel nacional. Fue la primera tira cómica escrita por una mujer negra que se publicó en periódicos importantes. La tira cómica apareció en más de sesenta periódicos entre 1989 y 2004. Apareció en periódicos de todo Estados Unidos, incluidos Essence, The Sacramento Bee, The Atlanta Journal-Constitution y The Baltimore Sun, así como en The Gleaner de Jamaica y en la revista Johannesburg Drum. Brandon-Croft dejó de publicar las tiras cómicas en 2005 después de que las suscripciones disminuyeran.
Tanto el trabajo de Brandon-Croft como el de su padre están representados en la Biblioteca del Congreso y en ediciones de Mejores caricaturas editoriales del año.

## Vida personal
Brandon-Croft está casada con Monte Croft, con quien tiene un hijo, Chase. Reside en Queens, Nueva York.

## Exposiciones
- 2020 "Still... Racism in America: A Retrospective in Cartoons" (Galería Medialia, Nueva York): exposición conjunta con Brandon-Croft y su padre, Brumsic Brandon Jr.[14][15]

- 2022 "Still... Racism in America: A Retrospective in Cartoons" (Billy Ireland Cartoon Library & Museum, Columbus, OH): exposición conjunta con Brandon-Croft y su padre, Brumsic Brandon Jr.[16]

- 2024 "Still... Racism in America: A Retrospective in Cartoons" (Museo de Diseño de la Universidad de California-Davis, Davis, CA): exposición conjunta con Brandon-Croft y su padre Brumsic Brandon Jr.[17]

## Lectura adicional
- Ito, Robert. "A Trailblazing Black Cartoonist’s Work: ‘It’s Unapologetic, and It’s the Truth’" New York Times 7 de febrero de 2023 en línea
- Jackson, Tim (2016). Pioneering cartoonists of color. Jackson, Mississippi: University Press of Mississippi. ISBN 9781496804853. OCLC 981764227